# Zamek w Ourém
Zamek w Ourém (port: Castelo de Ourém) – średniowieczny zamek w miejscowości Ourém, w regionie Ribatejo (Dystrykt Santarém), w Portugalii. 
Zamek znajduje się na wzgórzu nad średniowieczną wioską Ourém i rzeką Seiça. Jest uważany za jeden z najpiękniejszych portugalskich zamków.
Budynek jest sklasyfikowany jako Pomnik Narodowy od 1910. 